# 板尾ロマン
『板尾ロマン』（いたおロマン）とは、テレビ東京系列にて、2010年10月23日から2011年9月24日まで土曜26:05 - 26:35のバラエティ7枠で放送されていたバラエティ番組である。

## 概要
板尾創路が出演している番組としては『自宅板尾生創路』（テレビ大阪）以来の冠番組であり、在京キー局制作では初の冠番組である。さまざまな人の心意気にロマンを感じたロマンチストこと板尾がよしもとクリエイティブ・エージェンシーの若手芸人に対して「コントレ」（コントトレーニング）と称し、毎回シチェーションにあった新作コントを作らせ、完成したコントを番組内で披露していく。
2011年秋の土曜22:30 - 26:35の大幅改編に伴い、本番組は同年9月24日をもって終了した。最終回にはこれまでオープニングとエンディングしか登場しなかった板尾が、最終回にして本編に登場した。

## 出演者
- 板尾創路
- チーモンチョーチュウ（白井鉄也・菊地浩輔）
- ジューシーズ（赤羽健一・児玉智洋・松橋周太呂）
- 御茶ノ水男子（おもしろ佐藤・しいはしジャスタウェイ）
- スリムクラブ（真栄田賢・内間政成）

## 主な企画
コントをバージョンアップせよ!
- チーモンチョーチュウ(三文字ゲーム)・ジューシーズ(演技ごっこ)・御茶ノ水男子(ボーイズラブコント{Boys love conte})・スリムクラブ(ザ・タカシ)のそれぞれの代表コントをドラマ仕立てに行う企画。

即興コント
- 商店街（武蔵小山商店街「パルム」）などで、即興コントを行う。コンビやシチェーションはくじ引きやパネルで決める。2011年2月12日放送分は『アタック25』（朝日放送）のパロディで、司会も『アタック25』の司会である児玉清と同じ名字である児玉が務め、パネルを使ってコントシチェーションを決めていた。

ユニットコント
- 学校内での出来事などをシチェーションにして、ユニットコントを行う。

目指せ!ゴールデン
- 東京都内や東京近郊（東武動物公園、国会議事堂前、東京スカイツリー、千葉都市モノレール、ヨシモト∞ホールなど）において、ゴールデン進出へ向けて200人分の署名をしながら出演者がゲリラライブを行う。行き先はくじ引きで決める。

24時間耐久企画
- チーモンチョーチュウ・ジューシーズ・御茶ノ水男子・スリムクラブが、部屋から24時間から出ることなくコントを考案したり、チーム別に24時間の間にコント合戦を行う。

最低視聴率を0.1%上げてみよう!
- 2010年12月18日放送分の視聴率が0.1%[2]だったため、当該回を幅広い視聴者層を意識して再編集し、再編集版を放送する企画。

お世話になっている人にコントを見て貰おう
- 出演者がお世話になっている先輩芸人（佐藤大・川口清行・石橋尊久・宮地謙典）の家へ赴き、コントを披露しなおかつ感謝の手紙を受け取る企画。

ライバル芸人とコント対決!
- 芸人（カナリア・アームストロング・チョコレートプラネット・ニブンノゴ!）の家に押し掛け、芸人宅においてコント対決を行う。

ドッキリ企画
- DVD発売にクレームがついたり、番組終了は出演者が原因だとして、チーモンチョーチュウ・ジューシーズ・御茶ノ水男子・スリムクラブにドッキリを仕掛ける。

リスペクトする芸人のネタをカバーせよ!
- チーモンチョーチュウ・ジューシーズ・御茶ノ水男子・スリムクラブが尊敬する芸人のネタをカバーする企画。

## 放送リスト
| 01 | 10月23日 | コントをバージョンアップせよ!（前編）          |
| 02 | 10月30日 | コントをバージョンアップせよ!（後編）          |
| 03 | 11月6日  | 即興あるあるコント（前編）                     |
| 04 | 11月13日 | 即興あるあるコント（後編）                     |
| 05 | 11月20日 | 学校を舞台に「ユニットコント」を披露せよ!（1） |
| 06 | 11月27日 | 学校を舞台に「ユニットコント」を披露せよ!（2） |
| 07 | 12月4日  | 学校を舞台に「ユニットコント」を披露せよ!（3） |
| 08 | 12月11日 | 学校を舞台に「ユニットコント」を披露せよ!（4） |
| 09 | 12月18日 | 学校を舞台に「ユニットコント」を披露せよ!（5） |
| 10 | 12月25日 | 即興コントで笑わせろ!                          |

| 11 | 1月15日 | 目指せ!ゴールデン（1）                                                                                |
| 12 | 1月22日 | スリムクラブに学べ!M-1準優勝への道/目指せ!ゴールデン（2）                                             |
| 13 | 1月29日 | 目指せ!ゴールデン（3）                                                                                |
| 14 | 2月5日  | 目指せ!ゴールデン（4）                                                                                |
| 15 | 2月12日 | パネルクイズアタック9                                                                                 |
| 16 | 2月19日 | 24時間耐久企画 開かずの間でお笑いの事だけ考えろ!（1）                                                 |
| 17 | 2月26日 | 24時間耐久企画 開かずの間でお笑いの事だけ考えろ!（2）                                                 |
| 18 | 3月5日  | 24時間耐久企画 開かずの間でお笑いの事だけ考えろ!（3）                                                 |
| 19 | 3月26日 | ルミネライブ復活スペシャル（45分拡大）                                                                |
| 20 | 4月9日  | 新作コントスペシャル                                                                                  |
| 21 | 4月16日 | 情熱!ロマン大陸                                                                                       |
| 22 | 4月23日 | 最低視聴率を0.1%上げてみよう!                                                                         |
| 23 | 4月30日 | お世話になっている人にコントを見て貰おう（前編）                                                      |
| 24 | 5月7日  | お世話になっている人にコントを見て貰おう（後編）                                                      |
| 25 | 5月21日 | “板尾ロマンスーパーライブを収録したDVDは本日の放送より面白い!”だから皆さまご購入ください!と題した30分 |
| 26 | 5月28日 | 24時間耐久企画 コント魂をぶつけ合え!（1）                                                             |
| 27 | 6月4日  | 24時間耐久企画 コント魂をぶつけ合え!（2）                                                             |
| 28 | 6月11日 | 24時間耐久企画 コント魂をぶつけ合え!（3）                                                             |
| 29 | 6月18日 | 24時間耐久企画 コント魂をぶつけ合え!（4）                                                             |
| 30 | 6月25日 | ライバル芸人とコント対決!（前編）                                                                     |
| 31 | 7月2日  | ライバル芸人とコント対決!（後編）                                                                     |
| 32 | 7月16日 | DVD発売記念 ありえないドッキリ企画（前編）                                                            |
| 33 | 7月23日 | リスペクトする芸人のネタをカバーせよ!（前編）                                                         |
| 34 | 7月30日 | リスペクトする芸人のネタをカバーせよ!（後編）                                                         |
| 35 | 8月6日  | 御茶ノ水男子にキャラをつけよ!（1）/DVD発売記念 ありえないドッキリ企画（後編）                         |
| 36 | 8月13日 | 御茶ノ水男子にキャラをつけよ!（2）                                                                    |
| 37 | 8月20日 | 御茶ノ水男子にキャラをつけよ!（3）                                                                    |
| 38 | 8月27日 | ホットコーヒーコント企画（1）                                                                         |
| 39 | 9月3日  | ホットコーヒーコント企画（2）                                                                         |
| 40 | 9月10日 | ホットコーヒーコント企画（3）                                                                         |
| 41 | 9月17日 | ヤラセが発覚!?打ち切り決定?                                                                           |
| 42 | 9月24日 | 最終回SP レギュラー番組の終了で悩める芸人たちが集まるお店                                             |

## スタッフ
- 構成：榊暁彦、はしもとこうじ、山口トンボ
- カメラ：阪本貴司、今井健一
- 音声：吉永哲也、井川崇
- 美術：窪田将宏
- 美術進行：平山雄大
- 美術協力：フジアール
- 編集：朝日登
- MA：飯田太志
- 音効：古野達生
- デスク：岡本奈津希
- 技術協力：八峯テレビ、麻布プラザ
- 編成：今井豪
- 番宣：岡仁
- AD：橋田裕元
- ディレクター：池田哲也、姉崎正広、鈴木拓也
- 演出：西原信行
- プロデューサー：金子優／長井誠、岡村恭子、千葉洋美
- 協力：SPINGRASS、THE WORKS
- 制作協力：吉本興業
- 製作著作：テレビ東京

## 歴代エンディングテーマ
| # | 曲名                       | アーティスト名       | 使用期間                       |
| - | -------------------------- | -------------------- | ------------------------------ |
| 1 | 世界中で一番の君           | 杉谷愛               | 2010年10月23日 - 2011年1月22日 |
| 2 | Cry for you                | AYUSE KOZUE          | 2011年1月29日 - 3月26日        |
| 3 | Black Box                  | ケミカルピクチャーズ | 2011年4月9日 - 6月25日         |
| 4 | その男はアジの開きを食った | ASIA SunRise         | 2011年7月2日 - 9月24日         |

## ネット局と放送時間
| 放送対象地域   | 放送局                | 系列           | 放送曜日・時間     | 放送開始日     | 放送日の遅れ |
| -------------- | --------------------- | -------------- | ------------------ | -------------- | ------------ |
| 関東広域圏     | テレビ東京（TX）      | テレビ東京系列 | 土曜 26:05 - 26:35 | 2010年10月23日 | 制作局       |
| 愛知県         | テレビ愛知（TVA）     | テレビ東京系列 | 火曜 24:58 - 25:28 | 2010年11月2日  | 10日遅れ     |
| 福岡県         | TVQ九州放送（TVQ）    | テレビ東京系列 | 火曜 25:53 - 26:23 | 2010年11月2日  | 17日遅れ     |
| 岡山県・香川県 | テレビせとうち（TSC） | テレビ東京系列 | 土曜 24:55 - 25:25 | 2010年12月11日 | 14日遅れ     |
| 大阪府         | テレビ大阪（TVO）     | テレビ東京系列 | 水曜 24:12 - 24:43 | 2010年12月12日 | 25日遅れ     |
| 北海道         | テレビ北海道（TVh）   | テレビ東京系列 | 火曜 25:00 - 25:30 | 2011年1月11日  | 31日遅れ     |
| 滋賀県         | びわ湖放送（BBC）     | JAITS          | 月曜 27:00 - 27:30 | 2011年6月27日  | 約半年遅れ   |

## 備考
- 当番組から『シネ通!』→『アリなし〜アリケン★ゴールデンスタジアム〜』→当番組と3番組連続でステブレレス編成となり、同時にバラエティ7土曜2番組のEPGに関しては当番組並びに『アリなし〜アリケン★ゴールデンスタジアム〜』がそれぞれ単独番組扱いとなった[6]。
- 当番組は放送開始からしばらくの間はバラエティ7の番組で唯一PC版公式サイトが開設されていなかった。そのためしばらくの間はPC版サイトにおける番組の情報に関してはレギュラー枠にもかかわらずテレビ東京の特別番組を告知するページである「新着情報+」内に掲載されていたが、2011年6月にようやくPC版公式サイトが開設された。
- ちなみに放送前の仮題は前番組である『FUJIWARAのありがたいと思えッ!』を若干改題しただけの「ふしだらと思え」だった。

### 放送休止事例
- 2011年1月8日 - 『アリなし〜アリケン★ゴールデンスタジアム〜』の75分スペシャル放送のため
- 2011年3月12日 - 東日本大震災関連の報道特別番組を放送したため
- 2011年3月19日 - 東日本大震災の影響による放送自粛で『ネイチャーランド』を代替番組として放送したため
- 2011年4月2日 - 『イラっとくる韓国語講座』の75分スペシャル放送のため
- 2011年5月14日 - 世界卓球選手権放送のため
- 2011年7月9日 - 『有田&山崎のひきだし太郎』放送のため

### 東日本大震災による影響
- 2011年3月11日に発生した東日本大震災（東北地方太平洋沖地震）の影響で地震発生当日にルミネtheよしもとで開催予定だった「板尾ロマンスーパーライブ」は中止になり、「スーパーライブ」は2011年5月6日（DVD収録のみ、番組収録なし）に公演日が順延された[7]。このため、3月26日の25:20 - 26:35に放送された75分スペシャルは当初は「スーパーライブ」を放送する予定だったが、「スーパーライブ」が中止になったため、急遽テレビ東京天王洲スタジオで「スーパーライブ」で公演予定だったコントを収録して「ルミネライブ復活スペシャル」と題して放送した。
- また、前述の通り2011年3月12日・3月19日は放送休止となった。なお、3月19日に放送予定だった「情熱!ロマン大陸」は4月16日に振替放送された。3月12日に放送予定だった「開かずの間でお笑いの事だけ考えろ!」最終週は、24時間以内に客を笑らせなければ部屋から脱出できないという企画であったため振替放送は実施されず、4週放送の予定だった「開かずの間」の放送は3週目である3月5日放送分をもって放送を打ち切った。
- なお、「開かずの間」最終週に関しては、5月6日に開催された「スーパーライブ」共々2011年6月〜7月発売のDVDに収録されることになった[8]。